# Obwaldner Volksfreund
Der Obwaldner Volksfreund (später: Der Obwaldner) ist der Titel einer ehemaligen schweizerischen Zeitung, welche von 1870 bis 1982 in Sarnen bzw. Lungern im Kanton Obwalden erschien.

## Geschichte
Die Zeitung wurde 1870 von Landammann Simon Ettlin gegründet. Sie war katholisch-konservativ ausgerichtet und erschien am 24. Dezember 1870 zum ersten Mal. Bis 1901 erschien das Blatt wöchentlich Samstags, dann zweimal in der Woche am Mittwoch und Samstag.
Die Jubiläumsnummer zum 50-jährigen Bestehen der Zeitung erschien am 1. Januar 1921.
Der ab 1923 von Gottfried Burch in Lungern edierte katholisch-konservative Anzeiger für Lungern und Umgebung (1927–30 Obwaldner Zeitung und Anzeiger für Lungern, 1931–46 Obwaldner Zeitung, 1947–72 Lungerer Bote) fusionierte 1972 mit dem Obwaldner Volksfreund. Ab 1975 bis 1982 brachte der Verleger Louis Ehrli die Zeitung im Eigenverlag heraus. Die neue Zeitung erschien bis 1982 unter dem Titel Der Obwaldner mit den Untertiteln Obwaldner Volksfreund und Lungerer Bote. Mit der letzten Ausgabe vom 27. August 1982 wurde das Blatt eingestellt bzw. mit dem Obwaldner Wochenblatt verschmolzen.

## Redaktion
Der erste Redaktor war der Vikar Melchior Britschgi. Weitere Redaktoren waren unter anderen: Von 1879 bis 1882 der Politiker Adalbert Wirz, von 1909 bis offiziell Dezember 1917 der spätere Landammann und Ständerat Walter Amstalden, von Dezember 1917 bis Ende 1929 Caspar Diethelm-Holzmann, von Januar 1930 bis September 1935 Josef Gander, vom Oktober 1935 bis August 1942 der nachmalige Bundesrat Ludwig von Moos und ab August 1942 August Wirz. In den 1950er-Jahren war der nachmalige Regierungsrat Ignaz Britschgi Redaktor und von 1957 bis 1966 Jost Dillier, späterer Ständerat.

## Vorwürfe wegen antisemitischer Kommentare
In den Jahren ab 1935, als Ludwig von Moos der Redaktor des Obwaldner Volksfreunds war, erschienen auch antisemitische Kommentare in dem Blatt. Dies warf Paul Ignaz Vogel 1969 von Moos, der damals Bundespräsident war, öffentlich vor. 2012 gab es darüber eine erneute Debatte in der Schweizerischen Zeitschrift für Geschichte.